# Södra Äspets naturreservat
Södra Äspets naturreservat är ett kommunal naturreservat i Kristianstads kommun i Skåne län.
Området är naturskyddat sedan 2021 och är 63 hektar stort. Reservatet ligger vid kusten söder om Åhus och består av tallbeklädda sanddyner.